# آنجلینا کاسترو
آنجلینا کاسترو (انگلیسی: Angelina Castro؛ زادهٔ ۶ سپتامبر ۱۹۸۲) بازیگر پورنوگرافی آمریکایی کوبایی است. او در سال ۲۰۰۶ وارد صنعت پورنو شد. او اولین ستاره پورنو کوبایی است که در اکتبر ۲۰۰۸ میزبان برنامه تلویزیون مطرح، لا کوسا نوسترا La Cosa Nostra شده‌است. او همچنین در تلموندو Telemundo ظاهر شد و میزبان گفتگوی سکس یا سکسی (Sex or Sexy) در Miratv.tv بود. در سال ۲۰۱۲، او برای شرکت‌های مانند بنگ بروز، ریالتی کینگز، جاش استن پروداکشن، الگانت آنجل، نوید آمریکن، لیذال هادکور و اسکورلند کار کرد. او اولین پورن استاری بود که با رادیو مارتی مصاحبه کرده‌است اما طی شکایتی مردمی این مصاحبه ستاره فیلم بزرگسال از وب سایت حذف شد.

## جوایز
- ۲۰۱۸ – جایزه ای‌وی‌ان[۷][۸]